# Emmy Rossum
Emmanuelle (Emmy) Grey Rossum (New York, 12 september 1986) is een Amerikaans actrice. Ze werd in 2005 genomineerd voor een Golden Globe voor haar rol in The Phantom of the Opera, waarvoor ze daadwerkelijk een Saturn Award en een National Board of Review Award won.

## Biografie

### Jeugd
Rossum is afkomstig uit een Engels-Joodse familie. Haar vader verliet haar moeder toen ze zeer jong was. In haar leven heeft Rossum haar vader driemaal ontmoet. Het liedje Anymore op haar album gaat over de relatie met haar vader.
Op zevenjarige leeftijd, na het zingen van het liedje Happy Birthday in twaalf verschillende toonsoorten, werd Rossum toegelaten tot het Metropolitan Opera Children's Chorus. Gedurende vijf jaar trad ze met dit koor op met onder meer als Plácido Domingo en Luciano Pavarotti. Voor vijf dollar per avond zong Rossum in twintig verschillende opera's in vijf verschillende talen.
Op haar twaalfde was Rossum te groot geworden voor kinderrollen en een toenemende interesse voor het acteren zorgde ervoor dat ze een agent kreeg en een acteercarrière na ging jagen.

### Carrière

#### Acteercarrière
Rossums televisiedebuut was in het jaar 1997, met een gastrolletje in Law & Order als Alison Martin. In 1999 volgde er een terugkerende rol als Abigail Williams in de soap As the World Turns. Rossum werd genomineerd voor een Young Artist Award in 1999 voor haar rol in de televisiefilm Genius. In 2000 speelde ze een jonge Audrey Hepburn in de televisiefilm The Audrey Hepburn Story'.
Rossums debuut op het witte doek volgde ook in 2000, in de film Songcatcher. In 2003 volgde haar tweede filmrol, als hoofdpersonage in de film Nola. In hetzelfde jaar speelde Rossum in Clint Eastwoods film 'Mystic River'.

#### Muziekcarrière
In 2007 bracht Rossum haar debuutalbum Inside Out uit. Dit werd voorafgegaan door de single "Slow Me Down".

## Filmografie
- You're Not You (2014)
- Beautiful Creatures (2013)
- Shameless (2011)
- Dragonball Evolution (2009)
- Dare (2009)
- Poseidon (2006)
- The Phantom of the Opera (2004)
- The Day After Tomorrow (2004)
- Mystic River (2003)
- Nola (2003)
- Passionada (2002)
- Happy Now (2001)
- An American Rhapsody (2001)
- The Audrey Hepburn Story (2000, televisiefilm)
- It Had to Be You (2000)
- Songcatcher (2000)
- Genius (1999, televisiefilm)
- Grace & Glorie (1998, televisiefilm)
- Only Love (1998, televisiefilm)
- Shameless (2011)

## Discografie
- Carol of the Bells (2007) (EP)
- Inside Out (2007)
- Sentimental Journey (2013)

## Voetnoten
1. ↑  Joffe, Jessica. “Emmy Rossum: Hollywood's newest It Girl.” Glamour: September 2006. p 326-7, 392

- Bibsys: 4088936
- Biblioteca Nacional de España: XX1737064
- Bibliothèque nationale de France: cb150361842 (data)
- Catàleg d'autoritats de noms i títols de Catalunya: 981058517717706706
- CiNii: DA15803122
- Gemeinsame Normdatei: 1024540413
- International Standard Name Identifier: 0000 0001 0950 5636
- Library of Congress Control Number: no2001056876
- MusicBrainz: bc598b29-d213-4c1b-8157-0fd8b1b0d534
- Nationale Bibliotheek van Tsjechië: pna2011621609
- Nationale Bibliotheek van Israël: 987007444592505171
- Nederlandse Thesaurus van Auteursnamen: 390025550
- SNAC: w6ps1fb6
- Système universitaire de documentation: 160772885
- Virtual International Authority File: 5211577
- WorldCat: E39PBJxCFDBpkxcc8Xt3KQYByd